# Rudy Van Gelder

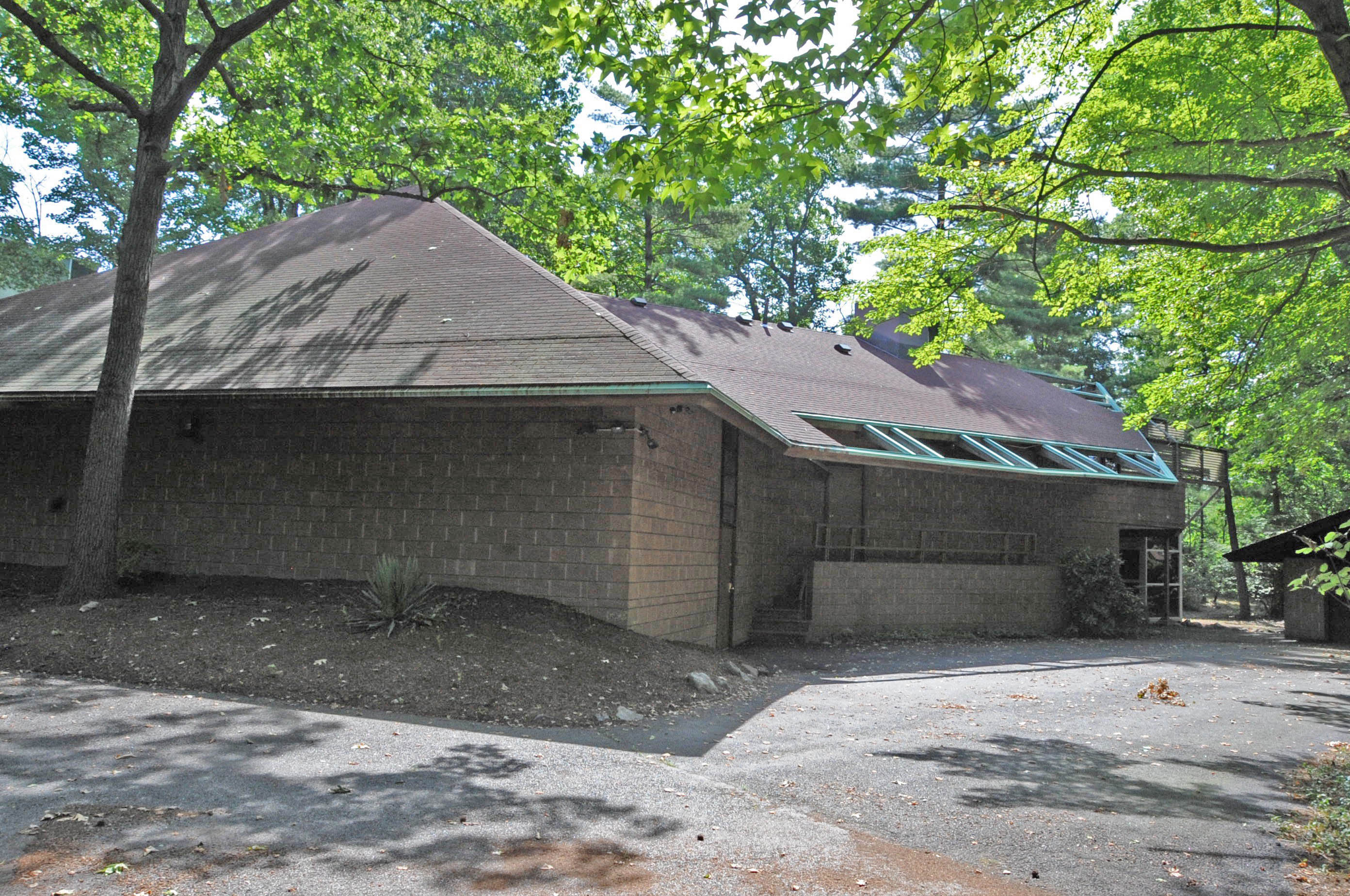
Studio nagraniowe i dom Rydy’ego Van Geldera w Englewood Cliffs

Rudy Van Gelder (ur. 2 listopada 1924 w Jersey City, zm. 25 sierpnia 2016 w Englewood Cliffs w stanie New Jersey) – amerykański inżynier dźwięku znany ze swojego udziału w nagrywaniu wielu klasyków jazzu i uważany za najważniejszego w historii tego gatunku. Jest odpowiedzialny za tysiące sesji nagrań, w tym za większość sesji wydawnictwa Blue Note Records w latach 1953-1967. Współpracował między innymi z Milesem Davisem, Johnem Coltrane'em, Erikiem Dolphym, Theloniousem Monkiem, Artem Blakey, Herbiem Hancockiem, Wayne'em Shorterem i Sonnym Rollinsem.
Laureat NEA Jazz Masters Award w 2009.

## Rudy Van Gelder Editions
Pod koniec lat 90. wytwórnia płytowa Blue Note zdecydowała się na wydanie „Rudy Van Gelder Editions”, cyklu swoich najważniejszych tytułów. Albumy tej serii zostały zremasterowane przez Van Geldera. Pierwsze z nich wydano w 1999. Cykl obejmuje ponad 150 pozycji.
Seria „Rudy Van Gelder Editions” spotkała się z krytyką. Głównie zarzucano jej, że nowe wersje płyt praktycznie nie różnią się od pierwotnych, będąc tym samym niczym więcej, jak „chwytem marketingowym”.